# Bandrong
Bandrong is een bestuurslaag in het regentschap Aceh Timur van de provincie Atjeh, Indonesië. Bandrong telt 710 inwoners (volkstelling 2010).